# Makronia
Makronia é uma vila no distrito de Sagar, no estado indiano de Madhya Pradesh.

## Demografia
Segundo o censo de 2001, Makronia tinha uma população de 14,386 habitantes. Os indivíduos do sexo masculino constituem 53% da população e os do sexo feminino 47%. Makronia tem uma taxa de literacia de 73%, superior à média nacional de 59.5%: a literacia no sexo masculino é de 80% e no sexo feminino é de 65%. Em Makronia, 16% da população está abaixo dos 6 anos de idade.